# William Graham, I conte di Montrose
William Graham, I conte di Montrose (1464 – 9 settembre 1513), è stato un politico scozzese.

## Biografia
Era il figlio maggiore ed erede di William Graham, II lord (signore) di Graham, e di sua moglie Eleanor, o Helen, figlia di William Douglas, II conte di Angus. I Grahams erano una famiglia di origini normanne, che per prima salì alla ribalta durante il regno di Davide I. 

## Carriera
Alla morte del padre, nel 1471, gli successe come III lord di Graham e fu un deputato dal 1479 al 1481 e dal 1482 al 1487, sotto il regno di Giacomo III, che sostenne nella lotta con il figlio, e fu presente alla battaglia di Sauchieburn, l'11 giugno 1488.
Nel 1503, venne creato primo conte di Montrose.

## Matrimonio
Sposò, il 25 novembre 1479, Annabel Drummond, una delle cinque figlie di John Drummond, I lord Drummond. Ebbero due figli:
- William Graham, II conte di Montrose
- Walter Graham.

Sposò in seconde nozze Janet Edmonstone, figlia di sir Archibald Edmonstone di Duntreath. Ebbero tre figlie:
- Nicole Graham sposò, l'11 febbraio 1504, John Moray, VI Abercairney
- Elizabeth Graham sposò, nel febbraio 1514, Walter Drummond, maestro di Drummond, il nipote di John Drummond, I lord Drummond
- Margaret Graham sposò, il 10 luglio 1510, sir John Somerville di Cambusnethan.

Sposò infine in terze nozze Cristiana Wawane di Seggie, vedova di Patrick Haliburton, V lord di Haliburton. Ebbero un figlio: 
- Patrick Graham.

## Morte
Montrose accompagnò Giacomo IV nell'invasione dell'Inghilterra nel 1513. Fu ucciso nella battaglia di Flodden, il 9 settembre 1513, insieme a suo fratello, George Graham di Callendar e suo cognato, sir William Edmonstone di Duntreath.